# Крутогірний (архітектурний ансамбль)
Крутогірний — це будівельний ансамбль, розміщений в центрі міста Дніпра, що включає в себе чотири зв'язані елементи: 
- ЖК «Башти» — 30-поверхові башти-близнята, найвища будівля Дніпра.
- ЖК «Летуаль» — 21-поверховий хмарочос.
- ЖК «Амфітеатр» — житловий комплекс з відкритими терасами.
- ЖК «Імперіал-палас» — 5-поверховий житловий будинок.

## Характеристики
- Вентиляційний фасад з звукоізоляцією;
- Заскління;
- Система «розумний будинок»;
- Система опалення-кондиціювання «чилер-фенкойл»;
- Котельня на даху;
- Обробка ліфтових холів полірованим гранітом;
- Вхідні броньовані двері;
- Швидкісні ліфти;
- Спортивно-оздоровчий комплекс: 
  - Басейн 25 м;
  - Турецька, російська, японська лазні;
  - Фінська сауна;
  - Римський кальдарій;
  - Зона оздоровчих процедур;
  - Тренажерні зали;

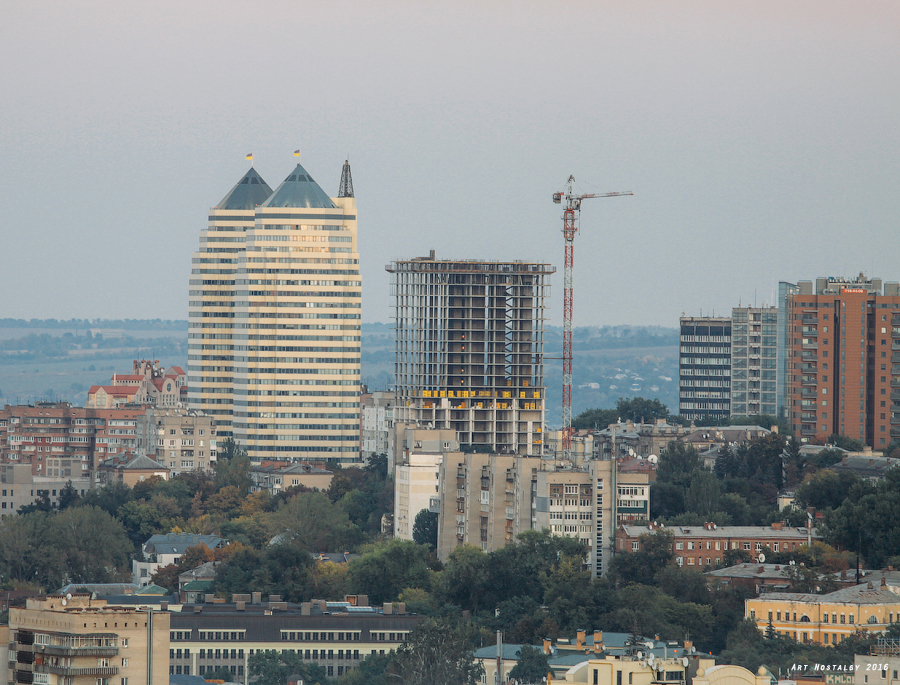

Комплекс і його прилеглі території мають цілодобову охорону, що нараховує огорожу і контрольно – пропускні пункти, відеоспостереження по периметру території і в будинках, консьєрж на вході.